# カノツメソウ
カノツメソウ（鹿の爪草、学名：Spuriopimpinella calycina）はセリ科カノツメソウ属の多年草。別名、ダケゼリ。

## 特徴
茎は直立し、高さは50-100cmになり、上部は分枝する。根出葉や茎の下部につく葉は2回3出複葉で、茎の上部につく葉は3出葉になる。小葉は広卵形から広披針形で、長さ1.5-5cmになり、先端はしだいに細くなり、基部はくさび形、上部の縁には鋸歯があり、両面の葉脈上に短毛が生える。
花期は8-10月。茎頂か、分枝した先端に複散形花序をつける。花は白色の5弁花。複散形花序の下にある総苞片、小花序の下にある小総苞片とも、線形で短い。果実は長楕円形で無毛、分果の隆条は細く目立たない。油管は分果の表面側の各背溝下に2-4個、分果が接しあう合生面に4個ある。
和名のカノツメソウ（鹿の爪草）の由来は、やや肥大した長い根茎の形からによる。

## 分布と生育環境
日本固有種。北海道、本州、四国、九州に分布し、山林の日陰に生育する。

## シノニム
- Pimpinella calycina Maxim.
- Aegopodium calycinum (Maxim.) Vorosch.

## ギャラリー
- 下部の茎葉